# 三甲基氯硅烷
三甲基氯硅烷（分子式：(CH3)3SiCl），也称氯化三甲基硅烷、氯代三甲基硅烷、三甲基一氯硅烷，室温下为无色液体，是卤代硅烷的一种，在有机合成中有很多用途。 它在无水情况下稳定，但遇水即分解，生成六甲基二硅氧烷和盐酸。
由氯甲烷与硅粉在氯化亚铜存在下反应并精馏提纯获得，也可由亲核性甲基试剂如甲基锂与四氯化硅发生亲核取代反应制得。

## 用途
三甲基氯硅烷在有机化学中有很广泛的用途，既可作为三甲基硅基的来源，也可在无水情况下提供氯离子。
醇、胺、羧酸和金属炔化物与三甲基氯硅烷迅速反应，分别生成三甲基硅醚、三甲基硅基胺类、三甲硅基酯和三甲硅基炔烃，可用于保护相应的官能团。用三甲基氯硅烷保护羟基的反应一般在三级胺中进行。保护后的化合物可通过与氟离子作用而脱去保护基。三甲硅基对酸是不稳定的，并且三甲硅基的引入会使化合物的挥发性增强，使得某些生化样品更易被质谱和气相色谱分析。
三甲基氯硅烷与醇的反应会生成一分子的氯化氢，形成无水氯化氢的醇溶液。此溶液可以与酮和羧酸反应，用于温和合成相应的缩酮和酯。
三乙胺和二异丙基氨基锂存在下，三甲基氯硅烷与可以烯醇化的醛、酮和酯反应，将其转化为三甲硅基烯醇醚。此类硅烯醇醚是很重要的烯醇负离子等价物，可以发生向山羟醛反应、麦克尔加成、Rubottom氧化反应（用mCPBA氧化为α-羟基酮）、烷基化等多种反应。
用三甲基氯硅烷作原料，可以合成其他三甲基硅基化合物，包括：三甲基氟硅烷、三甲基溴硅烷、三甲基碘硅烷、三甲基氰硅烷、三甲基叠氮硅烷、三氟甲磺酸三甲硅酯（TMSOTf）等。其合成反应的通式如下：
{\displaystyle {\rm {MX+Me_{3}Si-Cl\rightarrow MCl+Me_{3}Si-X\,}}}，MX指相应卤素或拟卤素的盐。
三甲基氯硅烷的其他反应：
- 水解得到六甲基二硅氧烷，也是向化合物中引入三甲硅基的试剂。
- 与氨反应得到六甲基二硅氮烷，其锂盐、钠盐和钾盐是有机合成中常用的非亲核性强碱。
- 合成三甲基烷氧基硅烷。
- 把用碱溶液处理过的棉质口袋放在三甲基氯硅烷里熏几分钟，这个袋子就可以用来盛水了。